# Crónicas siberianas
Las Crónicas siberianas (ruso: Сибирские летописи son crónicas rusas de entre finales del siglo XVI y el XVIII sobre la historia de Siberia. Son éstas:
- Crónica Yesipov,
- Crónica Kungur,
- Crónica Remezov,
- Crónica Stróganov, y otras.

Estas crónicas representan una valiosa fuente sobre la historia temprana de la Siberia rusa. Algunas de las crónicas fueron compiladas más tarde como la Записки к Сибирской истории служащие (Notas, dedicado a la historia de Siberia) y Новая Сибирская летопись (Nueva crónica siberiana) de I.Cherepánov, Летопись г. Иркутска с 1652 г. до наших дней (Crónica de la ciudad de Irkutsk desde 1652 al día presente) de P.Pezhemsky, Краткая летопись Енисейского и Туруханского края Енисейской губернии (Una breve crónica de los krai de Yeniséi y Turujansk de la Gubérniya de Yenisey) (1594–1893) de A.I. Kytmánov. Se conocen más de cuarenta crónicas siberianas.
La cuestión de los orígenes y autenticidad de las crónicas siberianas ha sido debatidas de diferentes maneras por los historiógrafos rusos. El esquema tradicional de desarrollo de la escritura de crónicas siberiana fue propuesto por Serguéi Bajrushin. El planteaba que los compañeros de Yermak Timoféyevich compilaron las llamadas Написание, како приидоша в Сибирь... (Notas sobre cómo vinimos a Siberia) en 1621, que no ha llegado a nuestros días. Basados en esas notas se redactó las Синодик Тобольского собора en 1622, o Synodikon de la catedral de Tobolsk  (синодик, de la palabra griega synodikón, que significa una lista de los muertos a los que se recuerda en la plegaria). El cronista Savva Yesípov compiló su propia crónica en 1636 basada en las Notas... y Synodikon. A mediados del siglo XVII, fue compilada la crónica Stróganov basada en las  Notas... y archivos de los Stróganov, por lo que tiene conexión inmediata con la crónica Yesipov. A finales de siglo XVI o en la segunda mitad del XVII, se escribió la crónica Kungur basada en las narraciones verbales de los compañeros de Yermak y el folklore de finales del siglo XVI. La crónica Rémezov fue compilada a finales del siglo XVII. Por esa misma época fue escrita la llamada Описание Новые Земли Сибирского государства (Descripción de las nuevas tierras del estado siberiano) fue escrita por Nikífor Venyukov.